# Celtis julianae
Celtis julianae är en hampväxtart som beskrevs av Camillo Karl Schneider. Celtis julianae ingår i släktet Celtis och familjen hampväxter. Inga underarter finns listade i Catalogue of Life.